# Coreoleuciscus splendidus
Coreoleuciscus splendidus är en fiskart som beskrevs av Mori, 1935. Coreoleuciscus splendidus ingår i släktet Coreoleuciscus och familjen karpfiskar. Inga underarter finns listade i Catalogue of Life.